# Taiju Ichinose
Taiju Ichinose (japanisch 一瀬 大寿 Ichinose Taiju; * 27. September 2002 in Kōfu, Präfektur Yamanashi,) ist ein japanischer Fußballspieler.

## Karriere
Taiju Ichinose erlernte das Fußballspielen in der Schulmannschaft der Yamanashi Gakuin University High School sowie in der Universitätsmannschaft der Yamanashi Gakuin University. 2024 wurde er an den Zweitligisten Ventforet Kofu ausgeliehen. Sein Zweitligadebüt für den Verein aus Kōfu gab Ichinose am 25. August 2024 (28. Spieltag) im Auswärtsspiel gegen den Tochigi SC. Bei dem 2:1-Auswärtserfolg wurde er in der 87. Minute für Takahiro Iida eingewechselt. Nach der Ausleihe wurde er von Ventforet am 1. Februar 2025 fest unter Vertrag genommen.